# 7,65 × 21 мм Парабеллум
7,65×21 мм Парабе́ллум (также известный как .30 Люгер и 7,65 мм Люгер) — пистолетный патрон с бесфланцевой гильзой бутылочной формы с заметной конусностью, разработанный в 1898 году Георгом Люгером и Хуго Борхардтом с использованием бездымного пороха. Является укороченной версией более раннего патрона с малодымным порохом — 7,65×25 мм Борхардт. Новый патрон создавался для пистолета Люгера «Парабеллум» по заказу немецкого производителя вооружения Deutsche Waffen und Munitions Fabriken (DWM).
В некоторых случаях патрон 7,65×21 мм упоминается как:
- .30 Люгер
- 7,65×21 мм
- 7,65×21 мм Люгер
- 7,65×22 мм
- 7,62 мм Борхардт авт. 1910
- 7,65 мм Борхардт-Люгер M.1900
- 7.65 мм Люгер
- 7,65 мм Борхардт-Люгер
- DWM 471

Данный 7,65-мм патрон невзаимозаменяем с какими-либо другими пистолетными патронами.